# نیروگاه برق آبی کانف
نیروگاه برق آبی کانف (به لاتین: Kaniv Hydroelectric Power Plant) یک نیروگاه برقابی، سد و سد سلولی در اوکراین است که در استان چرکاسی واقع شده‌است.